# Huntingdon
Huntingdon (pronuncia [ˈhʌntɪŋdən]) è una cittadina inglese nella contea del Cambridgeshire, East Anglia, Inghilterra. La città venne fondata nel 1205 e nel 2005 ha celebrato gli 800 anni della sua fondazione. Essa è attualmente sede del consiglio distrettuale dell'Huntingdonshire.

## Storia
Huntingdon venne fondata dagli Anglosassoni e i Danesi. Essa prosperò come luogo di guado del fiume Great Ouse e come mercato nel XVIII e XIX secolo. La città conserva un ponte medievale ben preservato e viene ancora utilizzato nel percorso della Ermine Street che attraversa il fiume.
Il ponte cessò di essere la sola via per giungere a Godmanchester solo nel 1975 quando venne costruita la A14. La sua apprezzabile funzione di nodo commerciale venne assicurata nel tempo dall'ora in rovina Castello di Huntingdon.

## L'area
La cittadina si estende lungo il fiume Great Ouse vicino alle cittadine di St Neots e St Ives e al piccolo villaggio di Hartford.
Qui si trova la più grande brughiera d'Inghilterra, la Portholme Meadow, grande 257 acri, e preserva specie rare di piante e fiori, oltre che di libellule.